# Ornithodoros sonrai
Ornithodoros sonrai är en fästingart som beskrevs av Sautet och Andrzej Witkowski 1943. Ornithodoros sonrai ingår i släktet Ornithodoros och familjen mjuka fästingar.
Artens utbredningsområde är Mali. Inga underarter finns listade i Catalogue of Life.